# 新关镇 (石门县)
新关镇，是中华人民共和国湖南省常德市石门县下辖的一个乡镇级行政单位。

## 行政区划
新关镇下辖以下地区：
安乐社区、新关社区、新桥社区、五桂桥村、松林峪村、竹园榜村、闫家溶村、中茅坪村、升子峪村、大水井村、深坪村、九同碑村、茅山村、界溪河村、樟木滩村、三江口村、七松村、任家坊村、向家坪村和清山河村。